# Осем прости правила
„Осем прости правила“ (на английски: 8 Simple Rules) е американски ситком, носител на награда Еми през 2004 г. и награда за младите артисти през същата година.

## Персонажи

### Главни
- Пол Хенеси – Бащата, който има за задача да възпита трите си деца. Работи като спортен журналист. Пол умира, което носи голяма тъга на цялото семейство.
- Кейт Хенеси – Съпругата на Пол, която работи в местна болница, а после и в училището на децата си. Пее в църковния хор и винаги иска да изпълнява соло, но една съседка постоянно ѝ отнема това право. Кейт не е строга майка, понеже винаги е много уморена заради тежката си работа.
- Бриджит Хенеси – Първородната дъщеря на семейство Хенеси. Има си гадже, което баща ѝ мрази. Не учи и винаги иска да ѝ помагат при ученето. Когато отиде някъде, винаги е център на внимание. Бриджит обича да си прави прически, да се гримира и да пазарува (дрехи, гримове, обувки) в близкия търговски център. Тя е най-известната в училище и участва в много организирани мероприятия.
- Кери Хенеси – Кери е по-умната дъщеря. Тя обича животните и природата. Двете с Бриджит винаги си помагат в трудни ситуации, но и много често се карат. Кери има възможност да замине за Европа, но прави седяща стачка против дисекциите на жаби. Бриджит знае, че ако директорът узнае, че Кери е организирала стачката, тя няма да може да замине за Европа. Бриджит поема вината, след което е отстранена, но отново се връща на училище.
- Рори Хенеси – Единственият син, който много се различава от останалите деца. Обича маймуни и си отбива времето като „порти“ сестрите си. Постоянно прави пакости и се държи странно.
- Джим Игън – Бащата на Кейт Хенеси. След като се развежда с жена си, той отива да живее при дъщеря си в сутерен на къщата заедно със Сиджей. Той често разказва за войната в Корея и как е возил Тед Уилямс.
- Кайл – Бивше гадже на Бриджит. Той е едно от най-популярните момчета в училище. След като с Бриджит се разделят, той става гадже с Кери.
- Си Джей Барнс – Племенникът на Пол Хенеси. След смъртта на Пол се мести в къщата на Кейт и след като караваната, в която живее, изгаря, той заживява в сутерена. Си Джей не може да си намери гадже.

### Други
- Ед Гиб – Директорът на гимназия Либълти, където учат Бриджет, Кери и Рори и където работи Кейт. Той си влюбва в Кейт, но тя все още не е готова за връзка. След това има авантюра с Шерил, но тя му изневерява със Си Джей.
- Шерил (Памела Андерсън) – Бивша приятелка на Ед, който я води в училището да взима уроци, за да си изкара изпитите. Тя обаче му изневерява със Си Джей. По-късно отново се връща в града и е номинирана за Кралица на пролетния бал от Рори. След като печели, тя отново си тръгва.

## „Осем прости правила“ в България
В България първото излъчване на целия сериал е по Канал 1 през 2006 г., дублиран на български. В дублажа участват Йорданка Илова, Ася Братанова и Илиян Пенев.
Повторенията започват по Fox Life в края на 2007 г. Дублажът е на студио Доли. Ролите се озвучават от артистите Ася Рачева, Йорданка Илова, Ася Братанова, Мариан Бачев и Радослав Рачев.
На 5 април 2008 г. започва излъчване по Нова телевизия с дублаж на студио Доли.
През декември 2009 г. започва излъчване и по TV7 с дублаж на студио Доли.
На 3 август 2012 г. започва излъчване и по Диема с дублаж на студио Доли, всеки делник от 18:30 с повторение от вторник до петък от 12:00 и в събота от 13:00.
На 1 август 2024 г. започва излъчване по Star Life с дублаж на студио Доли, всеки делник от 18:00 по два епизода.